# Клисурица (Прокупље)
Клисурица је насељено место града Прокупља у Топличком округу. Према попису из 2022. било је 125 становника (према попису из 1991. било је 285 становника).

## Демографија
У насељу Клисурица живи 210 пунолетних становника, а просечна старост становништва износи 44,9 година (43,8 код мушкараца и 46,1 код жена). У насељу има 89 домаћинстава, а просечан број чланова по домаћинству је 2,81.
Ово насеље је великим делом насељено Србима (према попису из 2002. године), а у последња три пописа, примећен је пад у броју становника.
|  |

| Демографија | Демографија | Демографија |
| Година      | Становника  | Становника  |
| ----------- | ----------- | ----------- |
| 1948.       | 363         |             |
| 1953.       | 397         |             |
| 1961.       | 407         |             |
| 1971.       | 356         |             |
| 1981.       | 339         |             |
| 1991.       | 285         | 272         |
| 2002.       | 250         | 264         |

| Етнички састав према попису из 2002.‍ | Етнички састав према попису из 2002.‍ | Етнички састав према попису из 2002.‍ | Етнички састав према попису из 2002.‍ | Етнички састав према попису из 2002.‍ |
| ------------------------------------ | ------------------------------------ | ------------------------------------ | ------------------------------------ | ------------------------------------ |
|                                      |                                      |                                      |                                      |                                      |
| Срби                                 | Срби                                 |                                      | 235                                  | 94,0%                                |
| Роми                                 | Роми                                 |                                      | 11                                   | 4,4%                                 |
| непознато                            | непознато                            |                                      | 4                                    | 1,6%                                 |

| Година пописа     | 1948. | 1953. | 1961. | 1971. | 1981. | 1991. | 2002. |
| ----------------- | ----- | ----- | ----- | ----- | ----- | ----- | ----- |
| Број домаћинстава | 60    | 65    | 75    | 82    | 90    | 80    | 89    |

| Број чланова      | 1  | 2  | 3  | 4 | 5  | 6 | 7 | 8 | 9 | 10 и више | Просек |
| ----------------- | -- | -- | -- | - | -- | - | - | - | - | --------- | ------ |
| Број домаћинстава | 32 | 15 | 14 | 9 | 11 | 4 | 1 | 3 | 0 | 0         | 2,81   |

| Пол    | Укупно | Неожењен/Неудата | Ожењен/Удата | Удовац/Удовица | Разведен/Разведена | Непознато |
| ------ | ------ | ---------------- | ------------ | -------------- | ------------------ | --------- |
| Мушки  | 110    | 20               | 74           | 8              | 1                  | 7         |
| Женски | 108    | 14               | 69           | 21             | 1                  | 3         |
| УКУПНО | 218    | 34               | 143          | 29             | 2                  | 10        |

| Пол    | Укупно                    | Пољопривреда, лов и шумарство | Рибарство                            | Вађење руде и камена | Прерађивачка индустрија       |
| ------ | ------------------------- | ----------------------------- | ------------------------------------ | -------------------- | ----------------------------- |
| Мушки  | 60                        | 32                            | 0                                    | 0                    | 6                             |
| Женски | 31                        | 30                            | 0                                    | 0                    | 1                             |
| УКУПНО | 91                        | 62                            | 0                                    | 0                    | 7                             |
| Пол    | Производња и снабдевање   | Грађевинарство                | Трговина                             | Хотели и ресторани   | Саобраћај, складиштење и везе |
| Мушки  | 0                         | 6                             | 0                                    | 0                    | 1                             |
| Женски | 0                         | 0                             | 0                                    | 0                    | 0                             |
| УКУПНО | 0                         | 6                             | 0                                    | 0                    | 1                             |
| Пол    | Финансијско посредовање   | Некретнине                    | Државна управа и одбрана             | Образовање           | Здравствени и социјални рад   |
| Мушки  | 0                         | 0                             | 4                                    | 0                    | 1                             |
| Женски | 0                         | 0                             | 0                                    | 0                    | 0                             |
| УКУПНО | 0                         | 0                             | 4                                    | 0                    | 1                             |
| Пол    | Остале услужне активности | Приватна домаћинства          | Екстериторијалне организације и тела | Непознато            | Непознато                     |
| Мушки  | 5                         | 0                             | 0                                    | 5                    | 5                             |
| Женски | 0                         | 0                             | 0                                    | 0                    | 0                             |
| УКУПНО | 5                         | 0                             | 0                                    | 5                    | 5                             |